# Maite Salord i Ripoll
Maite Salord i Ripoll (Ciutadella, 1965) és una escriptora i política menorquina.
Llicenciada en filologia catalana a la Universitat de Barcelona el 1988, des del 1989 és professora de llengua i literatura catalanes a l'Institut Maria Àngels Cardona de Ciutadella. És membre de l'Institut d'Estudis Menorquins.
Ha guanyat diversos premis de narració amb les obres I del Somni Tot (1998), Mar de Boira (2004, premi ciutat d'Olot de narrativa juvenil), La mort de l'ànima (2007, finalista premi Sant Jordi 2006), entre d'altres. Ha publicat dues novel·les Com una nina russa (2002) i La Mort de l'Ànima (2007, finalista del premi Sant Jordi 2006). El 2014 publica L'alè de les cendres. El 2021 guanya el Premi Proa amb la novel·la El país de l'altra riba. El 2023 guanya el Premi Joaquim Amat-Piniella amb El país de l'altra riba.
El juny del 2023 fou escollida per a ingressar com a membre numerari de la Secció Filològica de l'Institut d'Estudis Catalans.

## Vida política

### Etapa municipal (2005-2011)
Fou regidora de l'Ajuntament de Ciutadella pel Partit Socialista de Menorca des del 2005, i responsable de Cultura durant el mandat 2009-2011.

### Etapa insular (2011-2021)
Durant la 8a legislatura (2011-2015) fou consellera a l'oposició al Consell Insular de Menorca com a única representant del mateix partit. A la 9a legislatura (2015-2019), repetí com a cap de llista, aquest cop per la coalició Més per Menorca, la qual obtingué 3 consellers en total. Després d'un pacte amb el PSIB-PSOE i Podem, fou elegida presidenta del Consell Insular de Menorca, càrrec que va obtenir fins al 2017, ja que pel mateix pacte, estava previst que a mitja legislatura prengui el relleu la cap de llista socialista Susana Mora. Fou vicepresidenta del Consell Insular fins al 2021, any que va abandonar la política.